# Platform Lichthinder
Het Platform Lichthinder is een Nederlandse belangenorganisatie die strijdt tegen lichthinder.
Nederland is een van de meest lichtvervuilde gebieden ter wereld. Lichtvervuiling ontstaat door verlichting van straten, sportvelden en andere terreinen, door sier- en reclameverlichting en door de glastuinbouw. Het aandeel van de glastuinbouw in de totale hoeveelheid kunstverlichting was in 2003 meer dan 50%.
Het platform treedt op voor het behoud van nachtelijke duisternis als een kwaliteit van de leefomgeving. De organisatie biedt daarnaast informatie over lichthinder en ondersteuning bij conflicten als gevolg van lichthinder. Het biedt de diensten zowel aan burgers en belangenorganisaties als aan publieke en private organisaties.
Sinds 2000 is Platform Lichthinder de Nederlandse vertegenwoordiger van de International Darksky Association (IDA).